# Häckelsängs högmosse och Gnagmur
Häckelsängs högmosse och Gnagmur är ett naturreservat i Gävle kommun i Gävleborgs län.
Området är naturskyddat sedan 1981 och är 376 hektar stort. Reservatet består av två högmossar med många gölar och småsjöar. I väster finns tallar, barrskog och asp.